# Cyananthus himalaicus
Cyananthus himalaicus là loài thực vật có hoa trong họ Hoa chuông. Loài này được K.K.Shrestha mô tả khoa học đầu tiên năm 1992.